# آلخاندرو فرناندس
آلخاندرو فرناندس آبارکا (به اسپانیایی: Alejandro Fernández Abarca) (زاده ۲۴ آوریل ۱۹۷۱) خوانندهٔ مکزیکی است.

## آثار

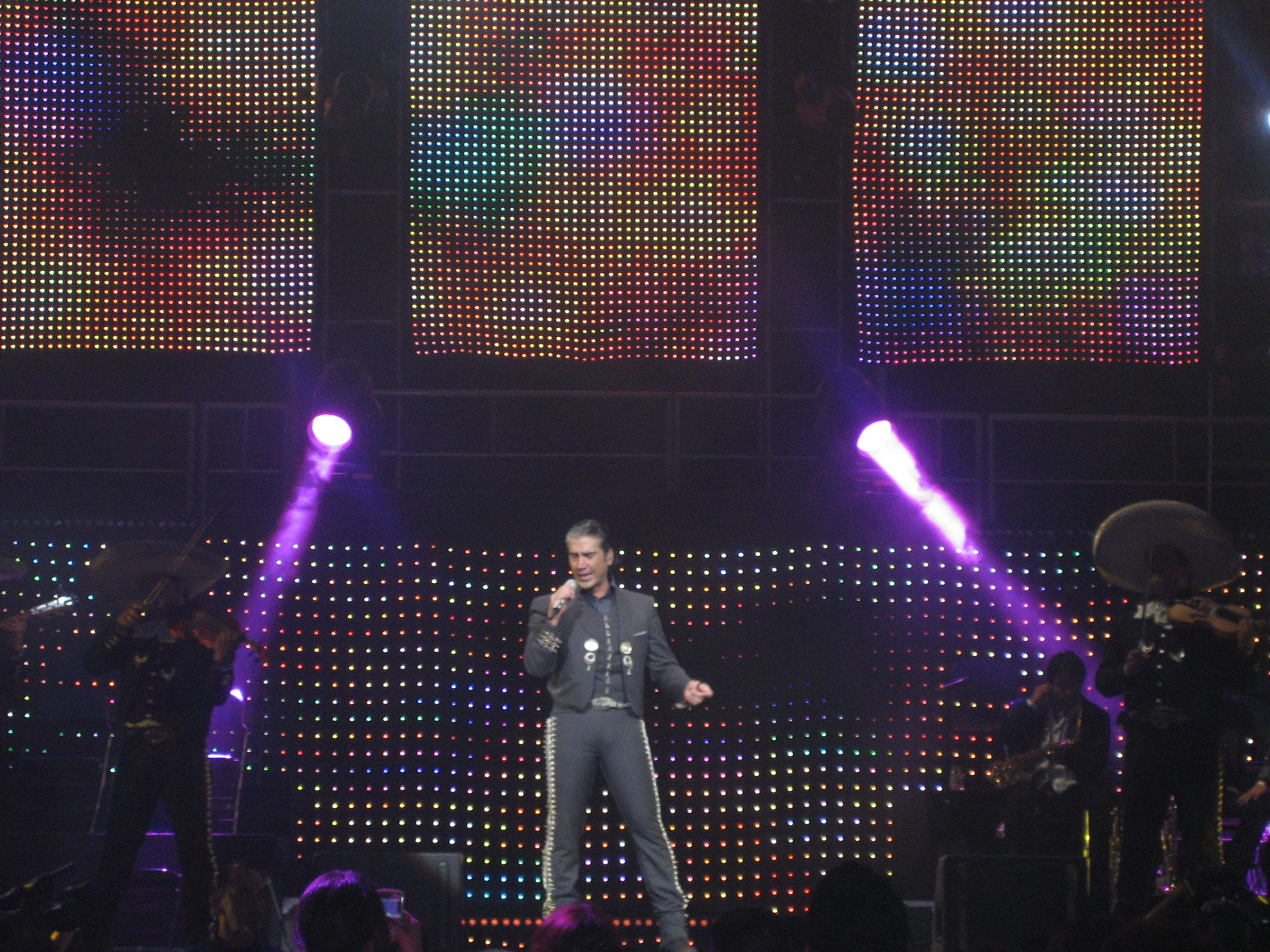